# Stichaar

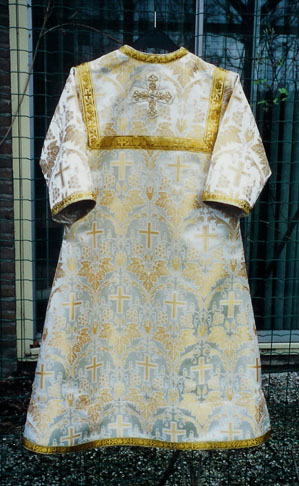
Een stichaar

De stichaar (ook sticharion; Grieks: στιχάριον; Russisch: стихарь) wordt in de liturgie van de oosters-orthodoxe en geünieerde oosters-katholieke kerken door alle dienaren en ambtsdragers gedragen. Altaardienaren, lectoren, hypodiakens en diakens dragen het als overgewaad. Priesters en bisschoppen dragen het onder respectievelijk hun pheloon en sakkos. Daarom is hun stichaar van een eenvoudiger en soepeler stof genaaid.
Het is een enkellang losvallend lang recht gewaad met rechte lange wijde mouwen, van een lichtgevende, zijdeachtig stof, dat naar beneden toe iets ruimer wordt. Het heeft een ronde halsuitsnijding zonder kraag. Rond de mouwen, langs de zoom en over de schouders is het sticharion afgezet met stroken band, verwijzend naar de boeien die Christus gedragen heeft en naar de lasten van het apostolaat. Op de rug is met band of geborduurd een kruis afgebeeld. Dit is het basis gewaad van de geestelijkheid en moet gedragen worden voor de viering van de Goddelijke Liturgie en de doop. Het heet "een mantel van het heil en een tuniek van geluk." Het symboliseert een puur en rustig geweten en geestelijke vreugde. 
Het sticharion van de bisschop en de priester is van een dunnere stof dan dat van de diaken. Dit onderkleed, in het Russisch podriznik (Подризник, letterlijk onder-riza) geheten, is meestal van zijde en geel of wit van kleur, maar ook andere liturgische kleuren zijn mogelijk. Het heeft nauwe mouwen en splitten, waaraan zich linten bevinden (gammatij, "bronnen") die om de pols vastgemaakt worden. Deze linten symboliseren de bloedstroom uit de doorboorde handen van Christus. Op de rugzijde bevindt zich een kruis, de mouwen en zomen zijn afgezet met versierde banden of zomen. In de Russische traditie kan het sticharion van een bisschop uitvoeriger worden verfraaid dan dat van een priester en wordt het soms een podsakkosnik genoemd (Russisch: подсаккосник, letterlijk onder-sakkos). Het wordt alleen gedragen bij het voltrekken van de Liturgie. 
Het sticharion van de hypodiaken, lezer en altaardienaar is van een dunnere stof dan dat van de diaken en aan de zijnaden dicht.
Het diakensticharion (Grieks: “stohoi”  = rijen, reeksen) is een versierd bovenkleed, met halflange, wijde mouwen (te vergelijken met de Latijnse Dalmatiek) en is aan de zijnaden vanaf de oksel tot aan de zoom open en wordt bijeen gehouden met knopen. 
De stichaar is vergelijkbaar met de westerse dalmatiek en tuniek.